# Vaszilij Andrejevics Tropinyin
Vaszilij Andrejevics Tropinyin (oroszul: Василий Андреевич Тропинин; Korpovo, Novgorodi kormányzóság, 1776. március 30. — Moszkva, 1857. május 16.) orosz portréfestő, a 19. század első felében az orosz romantikus festészet egyik kiemelkedő képviselője.

## Életpályája
Ukrajnai jobbágycsaládban született, ura, gróf Markov taníttatta a szentpétervári Cári Művészeti Akadémián, művészetével sokáig gróf Markov családját szolgálta, a jobbágysorból ura csak 1823-ban szabadította fel. 1823-tól Tropinyin családjával együtt Moszkvában telepedett le, s hamar híressé vált mint portré-, táj- és életképfestő. Korai sikeres képei Gróf Markov családjához, saját családjához, ukrajnai környezetéhez kötődnek, köztük Fiú kisbaltával, Gróf Markov családja; A festő felesége, A festő fia, Ostornyélre támaszkodó kocsis, Ukrán férfi, Csipkeverő nő a legkiemelkedőbbek.
1823 után önálló stúdiót nyitott Moszkvában, s egy igen termékeny korszaka következett, számos portré-megrendelést kapott, mintegy gyarapította az orosz történelmi és néprajzi arcképcsarnokot, leghíresebb Puskin portréja. De rajta kivül is számos, az orosz közéletben fontos szerepet betöltő államférfit festett le, köztük 1846-ban lefestette Jurij Szamarin filozófust, aki az 1861-es orosz jobbágyfelszabadítás előharcosa volt.

## Emlékezete
Legtöbb művét az Állami Tretyjakov Galéria és az 1969-ben Moszkvában alapított, róla elnevezett Tropinyin Múzeum őrzi. Munkásságának tiszteletére emlékbélyegeket is adtak ki 1967-ben és 2001-ben. 1967-ben A csipkeverő nő című festményét reprodukálták a bélyegen, 2001-ben önarcképét, s két híres portréját adták közre.

## Galéria

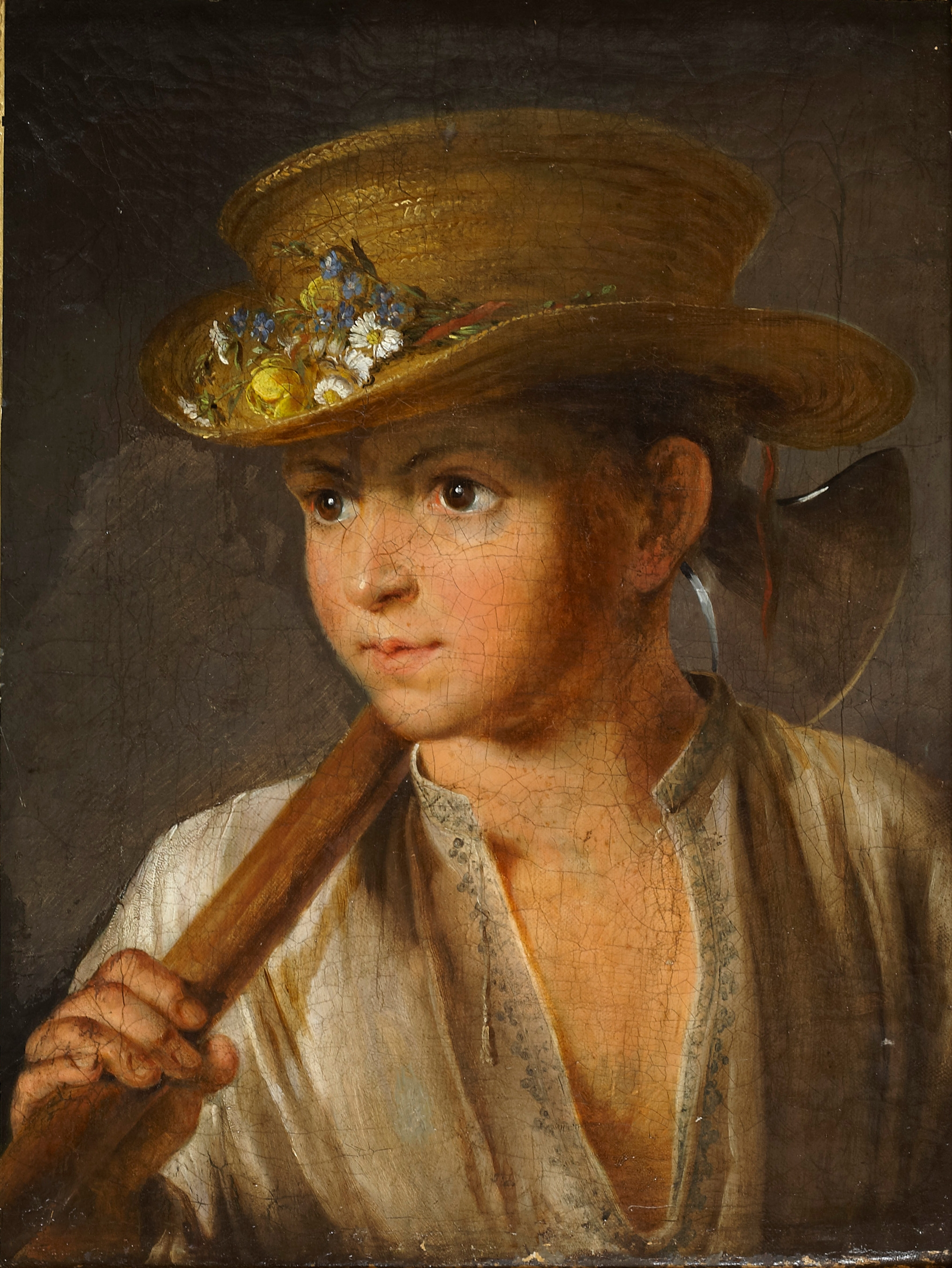
Fiú kisbaltával (1810)
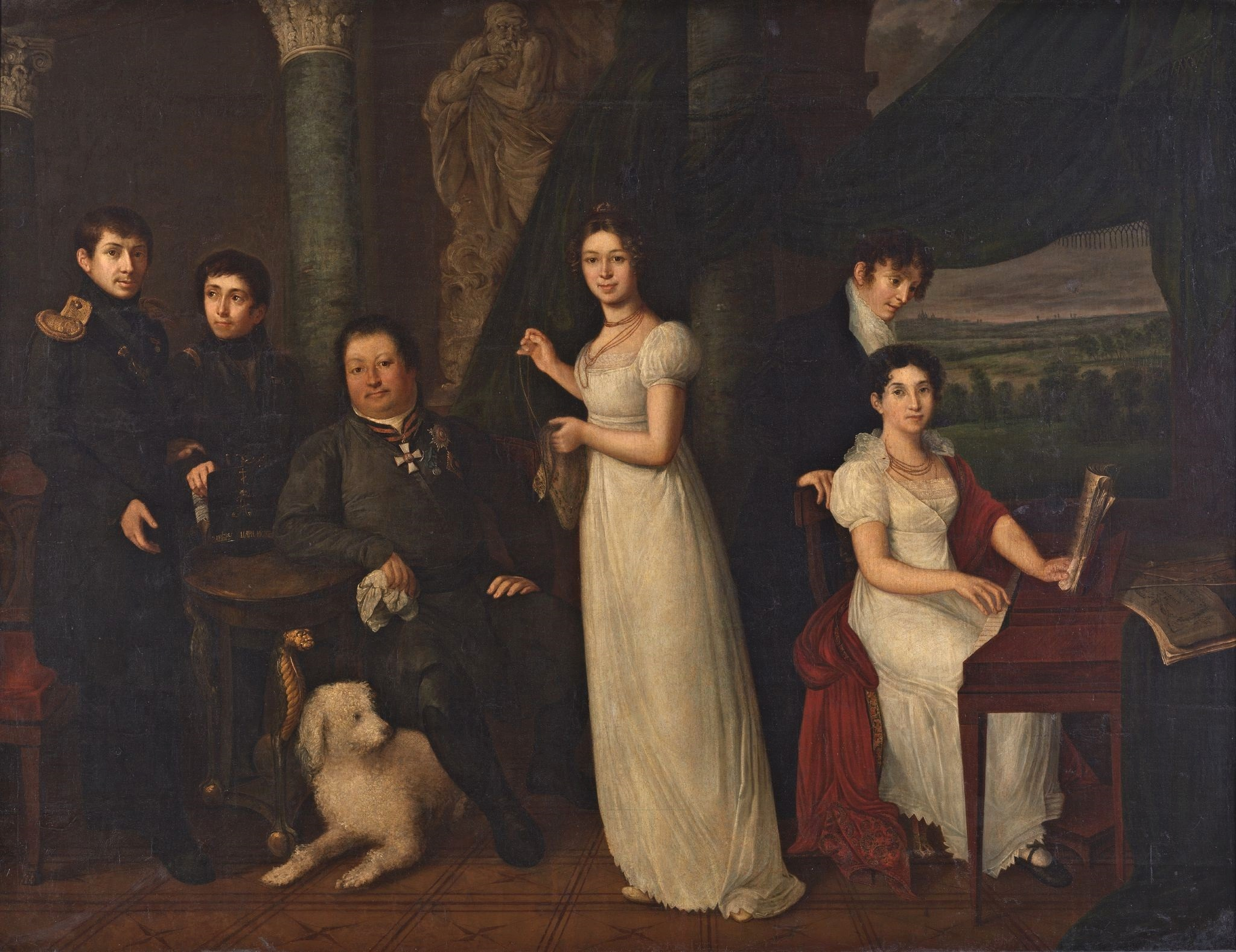
Gróf Morkov családja (1813)
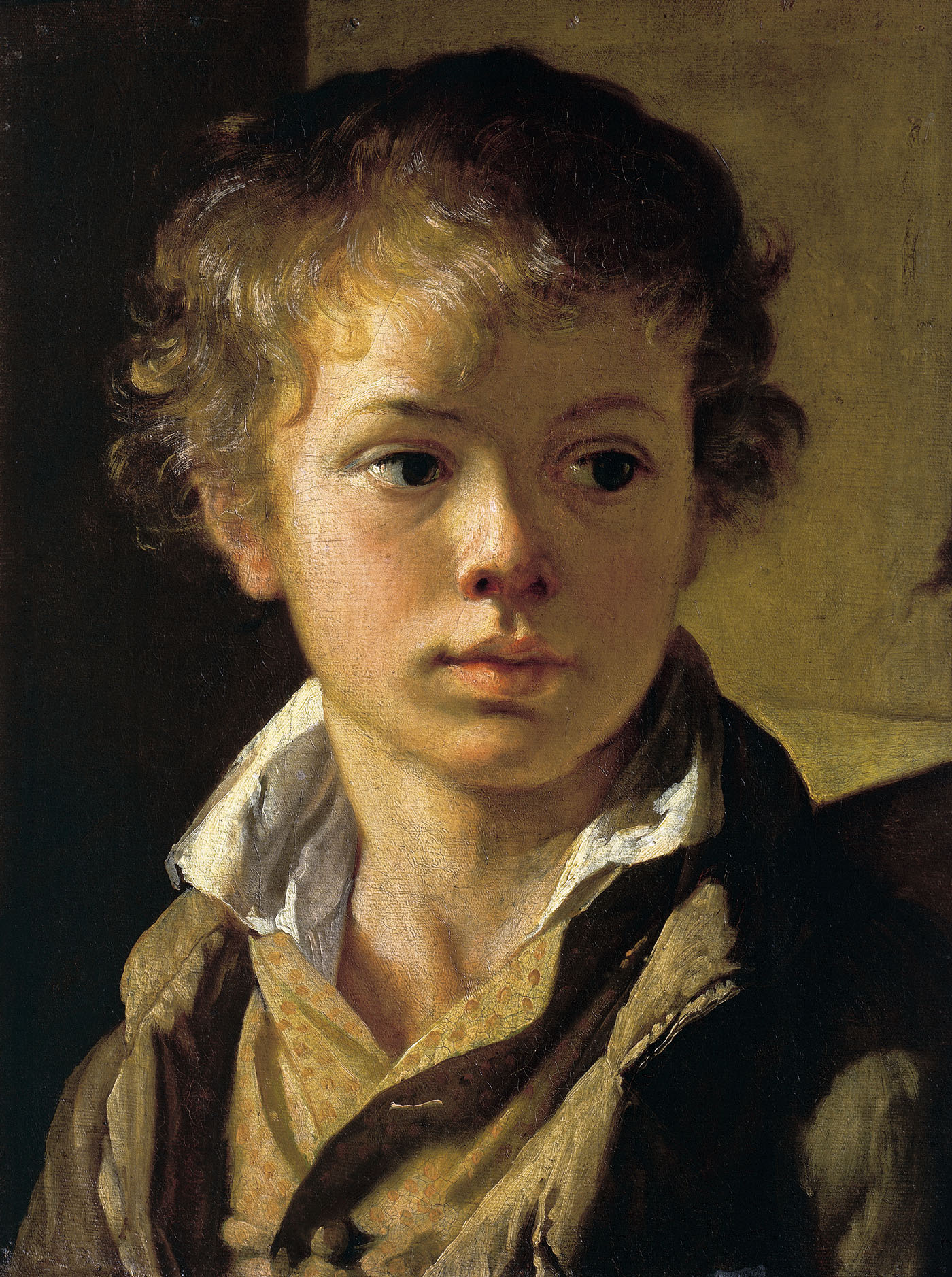
A művész fia (1818)
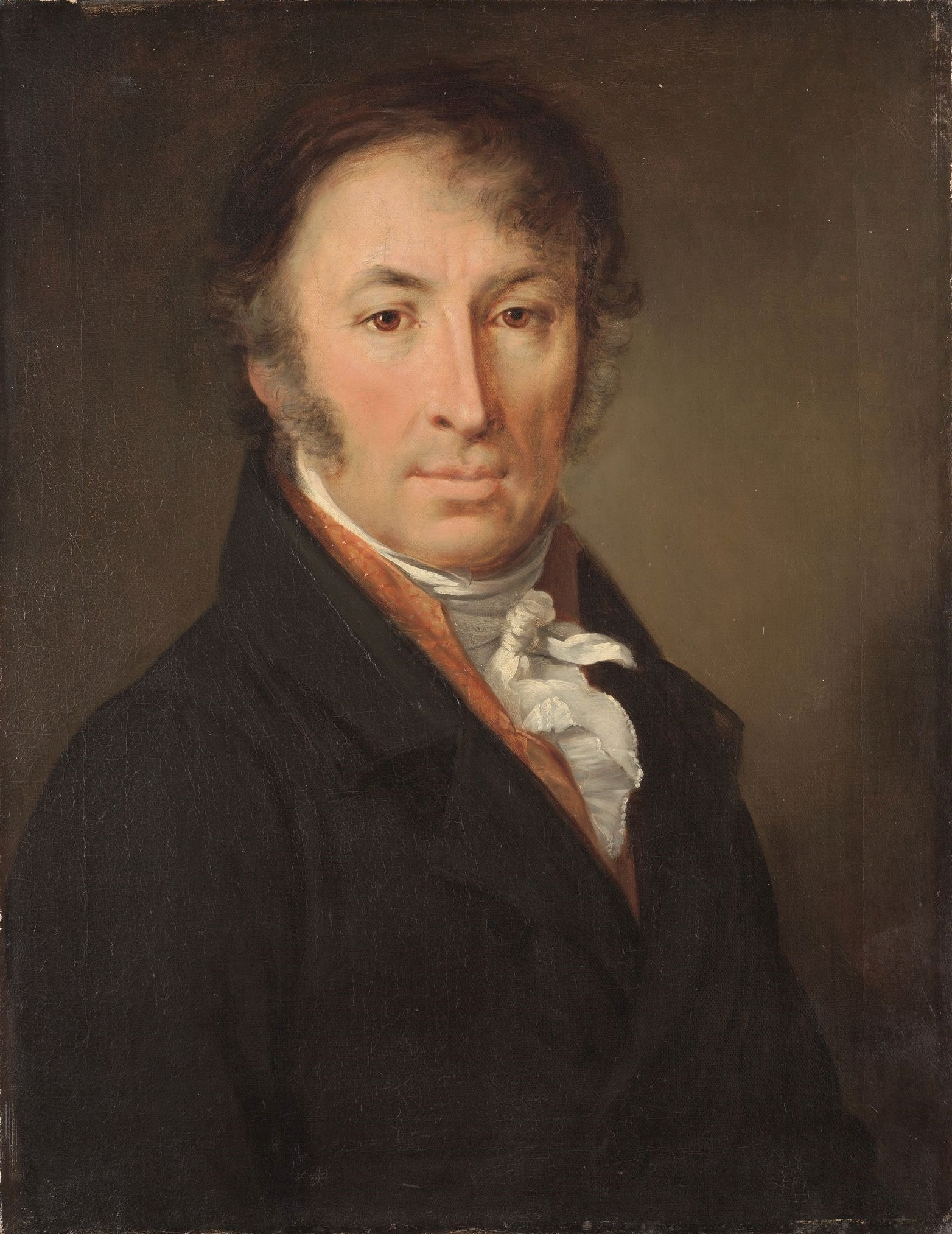
Nyikolaj Mihajlovics Karamzin (1766-1826) író, költő, történész portréja (1818)
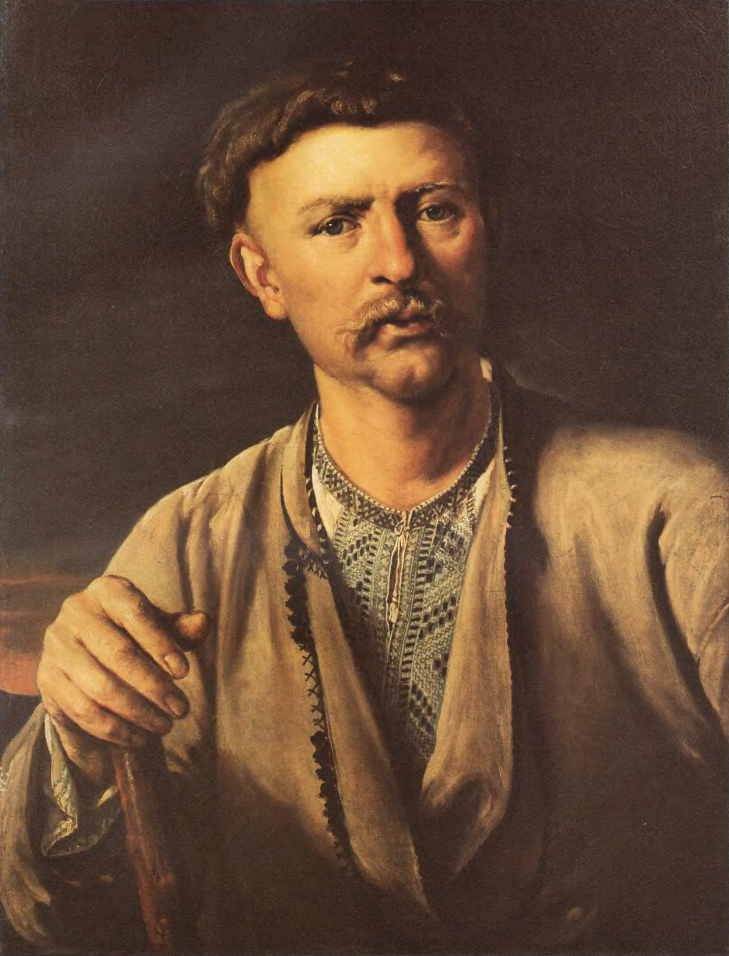
Ukrán férfi (1820)
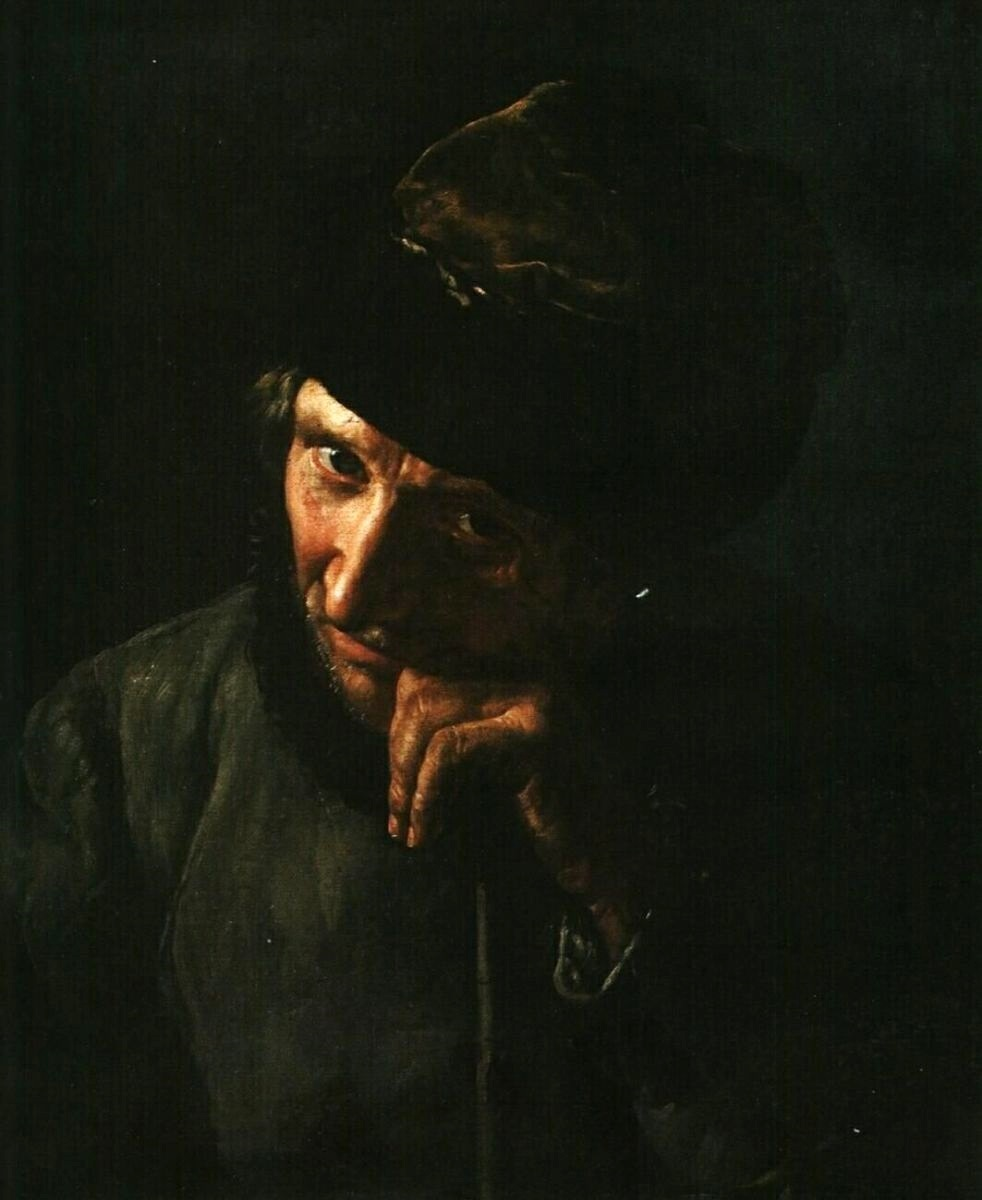
Ostornyélre támaszkodó kocsis (1820)
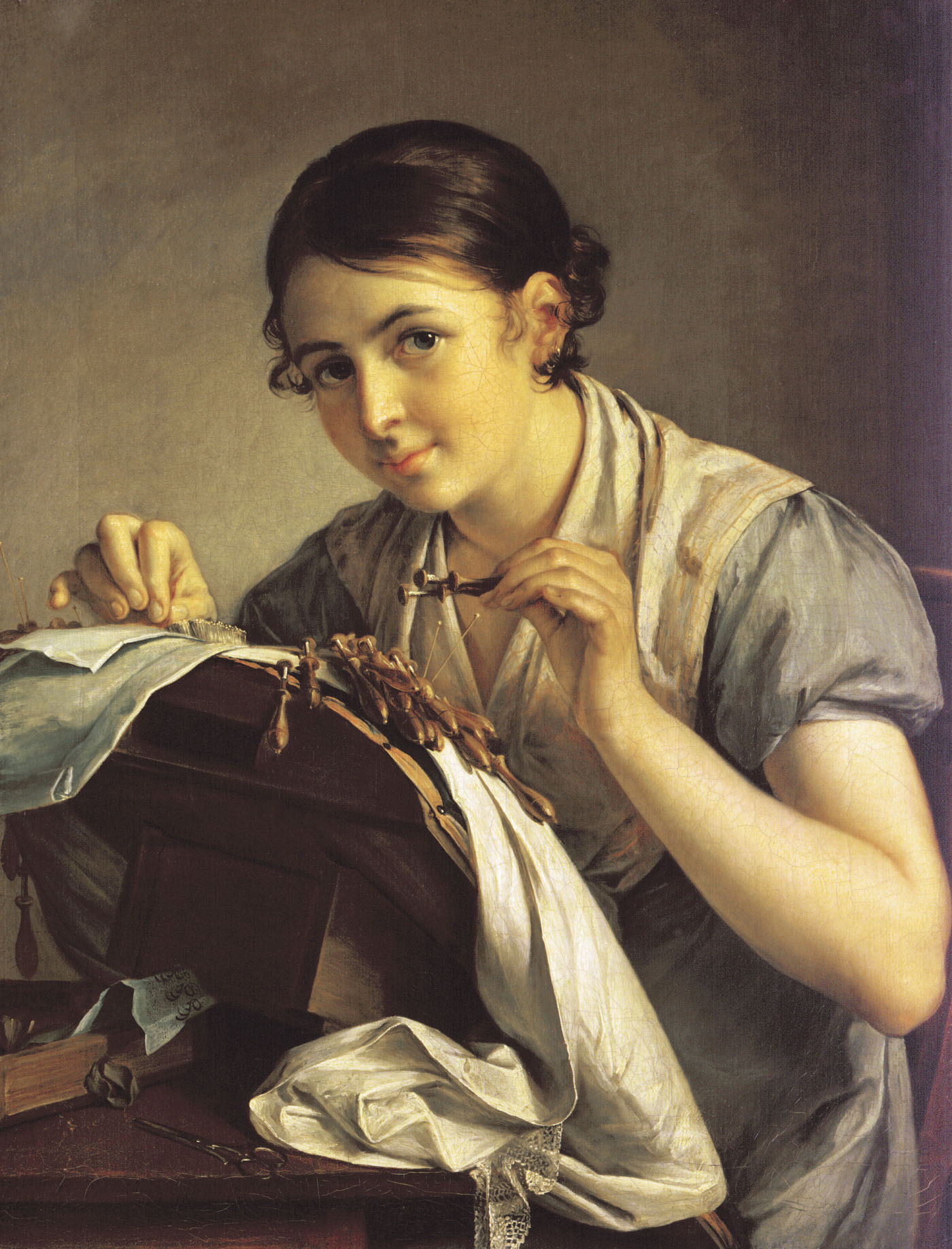
Csipkeverő nő (1823)
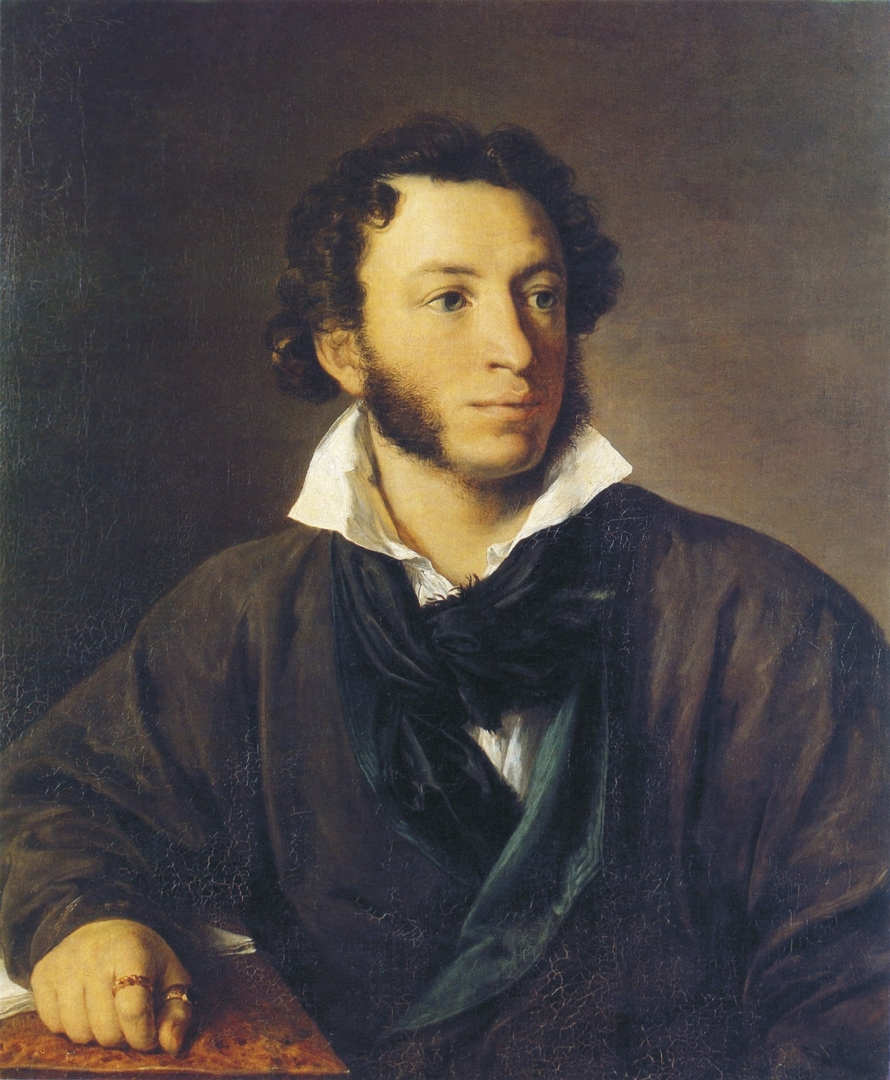
Puskin portréja (1827)
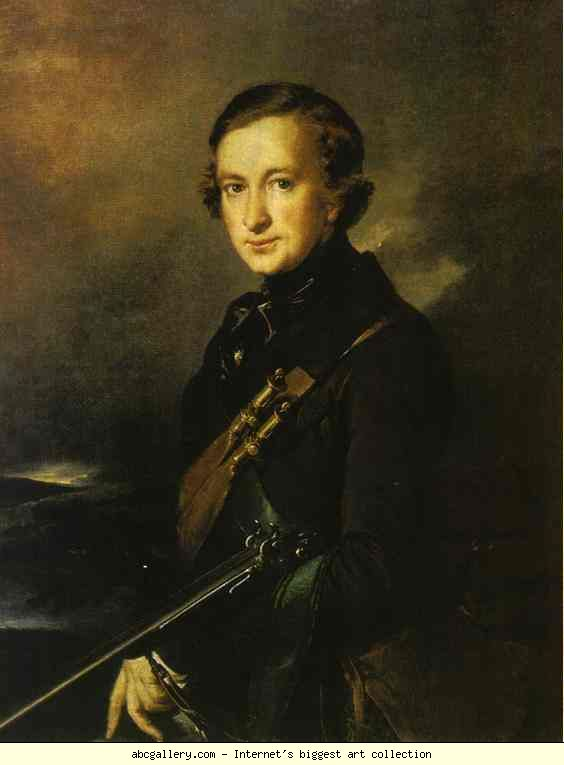
J. F. Szamarin portréja – vadászruhában (1846)
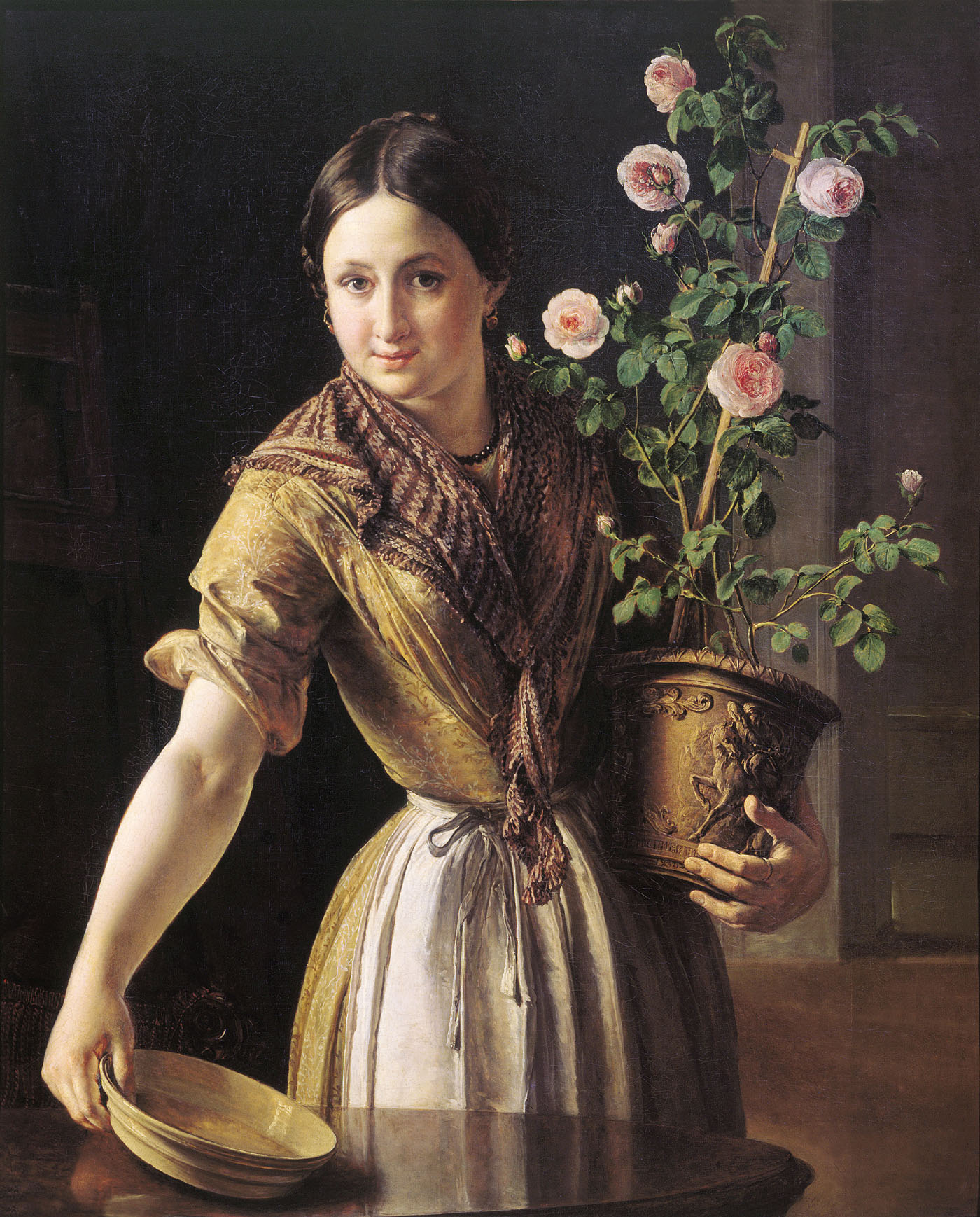
Lány rózsákkal (1850)